# اشترجان
اشترجان شهری در بخش مرکزی شهرستان فلاورجان در استان اصفهان ایران است.
این روستا در تاریخ ۲۶ آذر ۱۳۹۹ به شهر ارتقا یافت.

## جمعیت
بر پایه سرشماری عمومی نفوس و مسکن در سال ۱۳۹۵، جمعیت شهر اشترجان برابر با ۶٬۷۹۵ نفر (**** خانوار) بوده است.